# The Cowgirls of Color

The Cowgirls of Color (Les cowgirls de couleur en français) est une équipe féminine de rodéo américaine basée dans le Maryland créée en 2016.
Elle est constituée exclusivement de femmes afro-américaines. 

## Historique et présentation
En 2015, Ray Charles Lockamy, cavalier du Maryland, décide de créer une équipe de cowgirls noires pour participer au rodéo international Bill Pickett, la seule compétition de rodéo noir du pays,. Kisha Bowles, de Washington est la première à accepter, rapidement rejointe par Selina Brown et Sandra Dorsey, d'Upper Marlboro dans le Maryland, une des villes étapes de la compétition et Brittaney Logan. 
Les Cowgirls of Color font leurs débuts en 2016 au Bill Pickett Rodeo, devenant la première équipe de rodéo féminine à y participer.
En 2018, les Cowgirls of Color ont été le sujet d'une campagne publicitaire de Ford,. L'année suivante, elles apparaissent dans le clip du morceau de rap Tempo de Lizzo, avec Missy Elliott.
En 2019, Leslie DeLacy rejoint l'équipe.
Les Cowgirls of Color ont pour objectif de démystifier les stéréotypes sur les femmes noires, dans un environnement essentiellement masculin et blanc,,. Elles souhaitent également « promouvoir une fraternité entre toutes les femmes de couleur, les jeunes adultes et les enfants. »

## Composition de l'équipe
Entraîneur : Dr Ray Charles Lockamy.

### Membres fondatrices
- Selina « Pennie » Brown,
- Sandra « Pinky » Dorsey,
- Kisha « KB » Bowles,
- Brittaney « Britt Brat » Logan

### Autres membres
- Leslie « Camo » DeLacy